# Syddanmark
Syddanmark (Jižní Dánsko) je jedním z pěti regionů, vzniklých na základě správní reformy Dánska z 1. ledna 2007.

## Obce
Na území regionu se nacházejí následující obce:
- Assens Kommune
- Billund Kommune
- Esbjerg Kommune
- Fanø Kommune
- Fredericia Kommune
- Faaborg-Midtfyn Kommune
- Haderslev Kommune
- Kerteminde Kommune
- Kolding Kommune
- Langeland Kommune
- Middelfart Kommune
- Nordfyn Kommune
- Nyborg Kommune
- Odense Kommune
- Svendborg Kommune
- Sønderborg Kommune
- Tønder Kommune
- Varde Kommune
- Vejen Kommune
- Vejle Kommune
- Ærø Kommune
- Åbenrå Kommune